# أبو طيلون بالميري
أبو طيلون بالميري (الاسم العلمي: Abutilon palmeri) هو نوع من النباتات يتبع جنس الأبو طيلون من الفصيلة الخبازية.